# Theodor Maunz

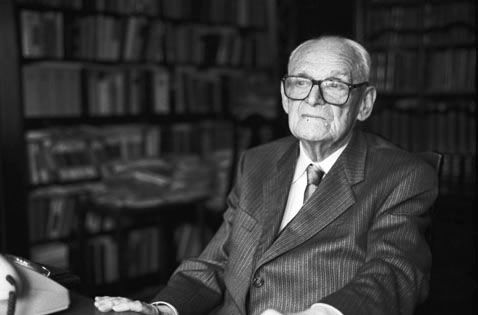
Theodor Maunz im Arbeitszimmer seines Wohnhauses in Gräfelfing (Bayern), 1991

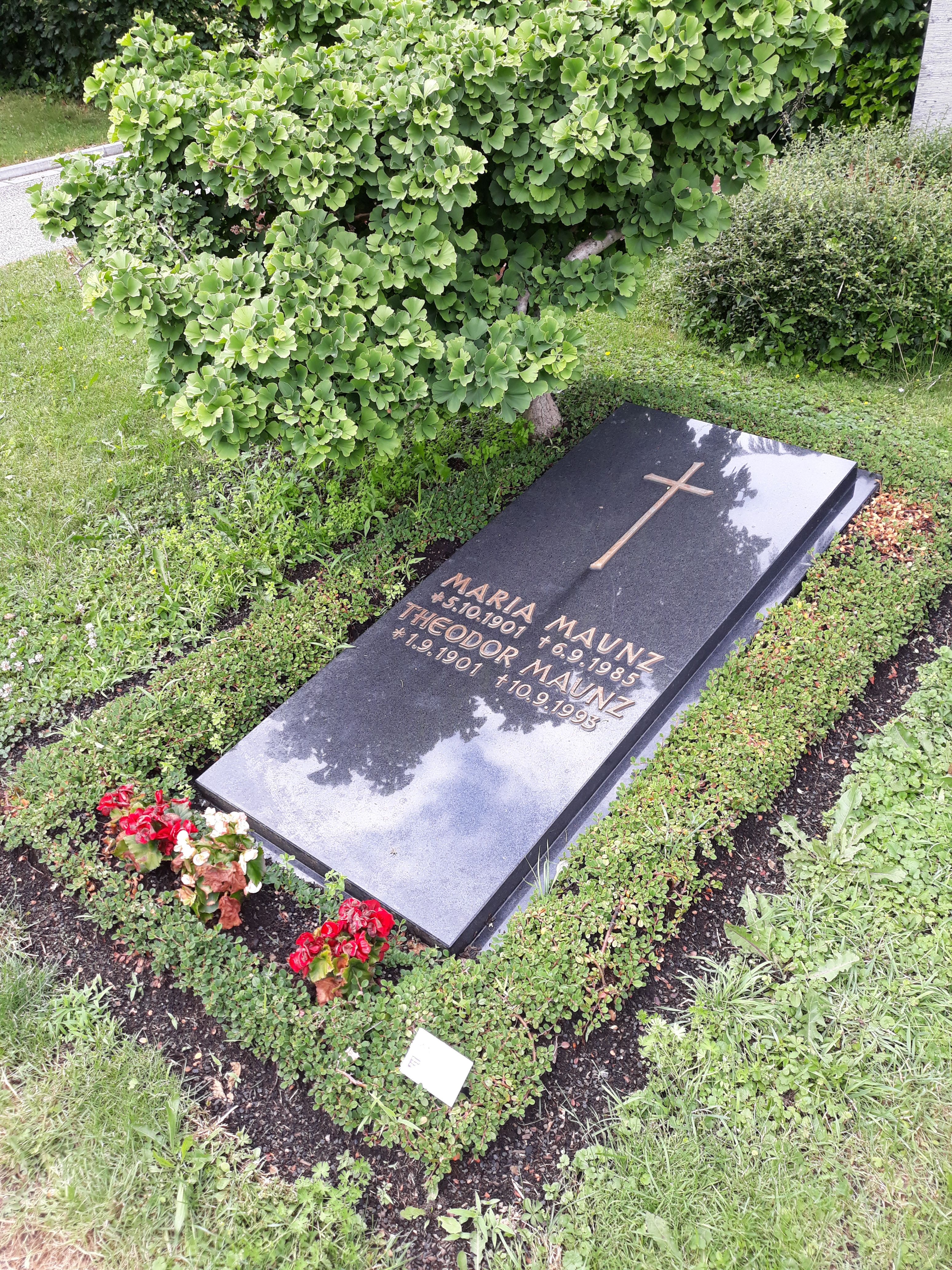
Das Grab von Theodor Maunz und seiner Ehefrau Maria geborene Dannhäuser auf dem Friedhof Gräfelfing

Theodor Maunz (* 1. September 1901 in Dachau; † 10. September 1993 in München) war ein deutscher Jurist, Verwaltungs- und Staatsrechtler, Hochschullehrer für Staats- und Verwaltungsrecht und Politiker (CSU). Er begründete mit dem „Maunz/Dürig“ (mittlerweile „Dürig/Herzog/Scholz“) ein Standardwerk unter den Kommentaren zum Grundgesetz und war von 1957 bis 1964 bayerischer Kultusminister. Nach dem Bekanntwerden seiner NS-Vergangenheit trat er als Minister zurück und publizierte bis zu seinem Tod u. a. anonym in der National-Zeitung.

## Leben und Wirken

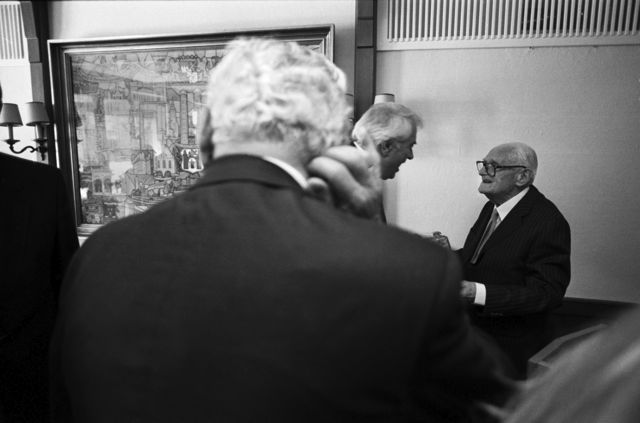
Theodor Maunz bei der Feier seines 90. Geburtstags 1991

Maunz war der Sohn eines Volksschullehrers und trat nach Abitur und Jurastudium, zu dessen Ende er 1926 an der Universität München mit der Dissertation Die Stellung des Staates im rechtlichen Verfahren promoviert wurde, 1927 als Verwaltungsjurist in den bayerischen Staatsdienst. Nach seiner Habilitation 1932 in München war er Privatdozent an der Juristischen Fakultät für Deutsches Reichs-, Landesstaats- und Verwaltungsrecht der Universität München. Nach der „Machtergreifung“ der Nationalsozialisten trat er 1933 der NSDAP und der SA bei. 1934 wurde seine Lehrbefugnis in Staatsrecht, Verwaltungsrecht und Staatslehre geändert.
1935 erfolgte Maunz’ Berufung zum außerordentlichen Professor an die Albert-Ludwigs-Universität Freiburg. Als Professor in Freiburg (bis 1945) beschäftigte er sich hauptsächlich mit der rechtlichen Stellung der Polizei im NS-Staat. Man zählt ihn, wie etwa auch Carl Schmitt, Ernst Rudolf Huber, Karl Larenz, Otto Koellreutter, Herbert Krüger und Ernst Forsthoff, zu den akademischen Juristen, die durch ihre Arbeiten dem NS-Regime juristische Legitimität zu verschaffen bestrebt waren.
In diesem Zusammenhang muss auch die Kieler Schule erwähnt werden. Karl August Eckhardt organisierte die Dozentenakademie im Kitzeberger Lager. In diesem Gemeinschaftslager an der Kieler Bucht kamen nationalsozialistische Juristen zusammen, um über die völkische Rechtserneuerung zu referieren. Die im Kitzeberger Lager gehaltenen Referate wurden ein Jahr später im ersten Band der neu erschienenen Zeitschrift Deutsche Rechtswissenschaft veröffentlicht. Neben den Kieler Rechtswissenschaftlern nahm auch Theodor Maunz aus Freiburg teil.
Maunz stellte sich dem Regime zur Verfügung und versuchte, es zu legitimieren und rechtlich zu erfassen. So schrieb er schon als junger Privatdozent in seiner 1934 erschienenen Schrift Neue Grundlagen des Verwaltungsrechts (S. 48 und S. 55):

„Die Vorstellung, der Zweck der Verwaltungsrechtspflege bestehe im Schutz der Freiheitssphäre des Individuums gegen Maßnahmen der staatlichen Verwaltung, mochte im liberalen Staat eine Berechtigung gehabt haben, im nationalsozialistischen Staat muß sie ausgeschaltet werden. […] Das zentrale Rechtsgebilde, hinter dem alle anderen Rechtsgebilde zurückzutreten haben, ist der politische Führer. Soweit es der Bedeutung dieses Gebildes widerspricht, ist jede richterliche Tätigkeit auf dem Gebiete der Verwaltung unmöglich. Daraus folgt, dass die Verwaltungsrechtspflege niemals die politischen Entscheidungen des Führers hemmen oder erschweren kann.“

Mochte man diese frühen Ausführungen des Privatdozenten Maunz eventuell noch als einer erstrebten Karriere als Hochschullehrer geschuldete „Jugendsünden“ abtun, so kann dies für spätere Schriften nicht mehr gelten. 1937 schrieb der inzwischen zum Professor der Rechte in Freiburg ernannte Maunz in seinem Werk Verwaltung (S. 42):

„Eine derartige Schwächung ist auch das Ziel des Gedankens der Gewaltentrennung gewesen; die Gewaltentrennung erschien als der beste Garant des bürgerlichen Freiheitsgedankens. Mit der Gewinnung eines einzigen Willens- und Handlungsträgers der Volksordnung ist die Trennung und Hemmung der Gewalten überwunden. […] Innerhalb der Volksordnung aber sind die Gewalten vereinigt in der Person des Führers; sie sind damit zu einer echten Gesamtgewalt, der Führergewalt geworden.“

Auch in dem 1943 erschienenen Werk Gestalt und Recht der Polizei propagierte Maunz den faschistischen bzw. nationalsozialistischen Führerstaat:

„Es ist die Gründung des polizeilichen Wirkens auf den Willen der im Rahmen der völkischen Ordnung handelnden Reichsführung. […] Was mit anderen Worten der Führer […] in Form von Rechtsgeboten der Polizei an Aufträgen zuweist, bildet die Rechtsgrundlage der Polizei. Die Zuweisung kann im förmlichen Gesetzgebungsverfahren erfolgen. Sie kann ferner erfolgen im sonstigen Normenschöpfungsverfahren. Sie kann aber auch ergehen im Wege der Einzelweisung oder auch der Einzelbilligung. Dieses System hat […] den alten Gesetzmäßigkeitsgrundsatz ersetzt, seitdem an die Stelle des alten Gesetzes der Wille des Führers getreten ist.“

1948 nahm Maunz für Südbaden am Verfassungskonvent auf Herrenchiemsee teil.
Von 1952 bis zu seiner Emeritierung hatte Maunz eine Professur für Öffentliches Recht, insbesondere Deutsches und Bayerisches Staats- und Verwaltungsrecht, an der Münchner Ludwig-Maximilians-Universität inne. Er etablierte sich durch seine Veröffentlichungen als ein führender Verfassungsrechtler der Bundesrepublik. 1958 begründete er mit Günter Dürig einen der führenden Kommentare zum Grundgesetz, den Maunz/Dürig, jahrzehntelang Standardwerk der juristischen Ausbildung. Fortgeschrieben als Maunz/Dürig/Herzog/Scholz u. a. von Roman Herzog und Rupert Scholz erscheint er seit 2021 als Dürig/Herzog/Scholz. Herzog, der selbst zu seinen Schülern gehörte, erklärte 1993: „Maunz war nach 1948/49 mit Sicherheit einer der beherrschenden Verfassungsrechtler der Bundesrepublik Deutschland, man kann auch sagen, er hat das demokratische Verfassungsrecht der Bundesrepublik mitgeprägt.“   Neben dem späteren Verfassungsrichter, Grundgesetz-Mitkommentator und Bundespräsidenten Roman Herzog gehörten unter anderem auch die Universitätsprofessoren Peter Lerche und Klaus Obermayer zu Maunz’ Schülern.
Maunz – und, ihm nachfolgend, sein Schüler Roman Herzog – erklärten den Art. 139 GG nach Abschluss der Entnazifizierung für „obsolet“. Abzulehnen sei insbesondere der Versuch, ihn als Grundsatzaussage über die Haltung des Grundgesetzes gegenüber nationalsozialistischen Staatsauffassungen anzusehen und insoweit fortgelten zu lassen. Dieser Artikel hatte bei Inkrafttreten des Grundgesetzes festgelegt, dass die aufgrund der Kontrollratsdirektiven der Alliierten erlassenen deutschen Ausführungsbestimmungen wie das Befreiungsgesetz vom 5. März 1946 nicht mit den Grundrechten des Grundgesetzes vereinbar zu sein brauchten und daher weitergelten konnten.
Von 1957 bis 1964 war das CSU-Mitglied Maunz bayerischer Kultusminister, bis er, nach dem Bekanntwerden einiger aus der Zeit vor 1945 stammender Texte unter Druck geraten, am 10. Juli 1964 seinen Rücktritt erklärte. Die Veröffentlichungen zu Maunz’ Tätigkeit vor 1945 wurden auf politischer Ebene vor allem durch die FDP-Politikerin Hildegard Hamm-Brücher betrieben. Seine Professur behielt er trotzdem.
Nach Maunz’ Tod erschien in der National-Zeitung ein Artikel, in dem Maunz dafür gedankt wurde, dass er nicht nur deren Herausgeber Gerhard Frey seit einem Verfahren gegen ihn nach Artikel 18 des Grundgesetzes (Aberkennung von Grundrechten) in den 1960er Jahren juristisch beraten habe, sondern auch viele Jahre anonym Beiträge für die National-Zeitung verfasst hatte. Darüber hinaus habe er fortlaufend Rechtsgutachten für die Deutsche Volksunion (DVU) unter anderem zum Parteienrecht und zum Asylrecht erstellt.
Der Nachlass von Maunz, bestehend aus Korrespondenzen, Entwürfen, Gutachten, Manuskripten und einer Fotosammlung, befindet sich im Bayerischen Hauptstaatsarchiv in München, weitere Unterlagen im Stadtarchiv München sowie im Universitätsarchiv Freiburg (ausschließlich über die Zeit nach 1945).
Im Juli 2021 erklärte der Verlag C.H. Beck, bei dem der Maunz–Dürig erscheint, das Werk werde zukünftig Dürig/Herzog/Scholz heißen, nachdem der Verlag sich entschlossen habe, Werke mit dem Namen von Juristen, die während der NS-Diktatur eine aktive Rolle eingenommen haben, umzubenennen.
Maunz war seit 1920 Mitglied der katholischen Studentenverbindung KDStV Aenania München.

## Auszeichnungen und Ehrungen
- 1981: Bayerischer Maximiliansorden für Wissenschaft und Kunst

## Veröffentlichungen (Auswahl)
- Neue Grundlagen des Verwaltungsrechts. Hanseatische Verlagsanstalt, Hamburg 1934.
- Das Ende des subjektiven öffentlichen Rechts. In: ZgS. 96, 1936, S. 71 ff.
- Verwaltung. Hanseatische Verlagsanstalt, Hamburg 1937.
- mit Reinhard Höhn und Ernst Swoboda: Grundfragen der Rechtsauffassung. München 1938.
- Gestalt und Recht der Polizei. Hanseatische Verlagsanstalt, Hamburg 1943.
- Deutsches Staatsrecht. Ein Studienbuch. Beck, München 1951 (neu bearbeitet von Reinhold Zippelius und Thomas Würtenberger. 33. Auflage. Beck, München 2017, ISBN 978-3-406-70771-1).
- Hrsg.: Vom Bonner Grundgesetz zur gesamtdeutschen Verfassung. Festschrift zum 75. Geburtstag von Hans Nawiasky. Isar Verlag, München 1956.
- mit Günter Dürig: Grundgesetz. Loseblatt-Kommentar. 1958 (2003, ISBN 3-406-50053-6).
- mit Johann Mang: Staats- und Verwaltungsrecht in Bayern. 1961 (1988, ISBN 3-415-01302-2).
- mit Bruno Schmidt-Bleibtreu: Bundesverfassungsgerichtsgesetz. Loseblatt-Kommentar. 1965 (1996, ISBN 3-406-35131-X).
- Besonderes Verwaltungsrecht. Heidelberg 1982, ISBN 3-7880-3903-5.